# رمز هاتف
الرمز الهاتفي أو ترقيم الهاتف سلسلة من الأرقام يبدأ بها رقم الهاتف لإتاحة الاتصال الهاتفي بين مختلف المقاطعات والدول.